# Verdelais
Verdelais är en kommun i departementet Gironde i regionen Nouvelle-Aquitaine i sydvästra Frankrike. Kommunen ligger i kantonen Saint-Macaire som tillhör arrondissementet Langon. År 2022 hade Verdelais 1 042 invånare.

## Befolkningsutveckling
Antalet invånare i kommunen Verdelais
Referens:INSEE

## Källor

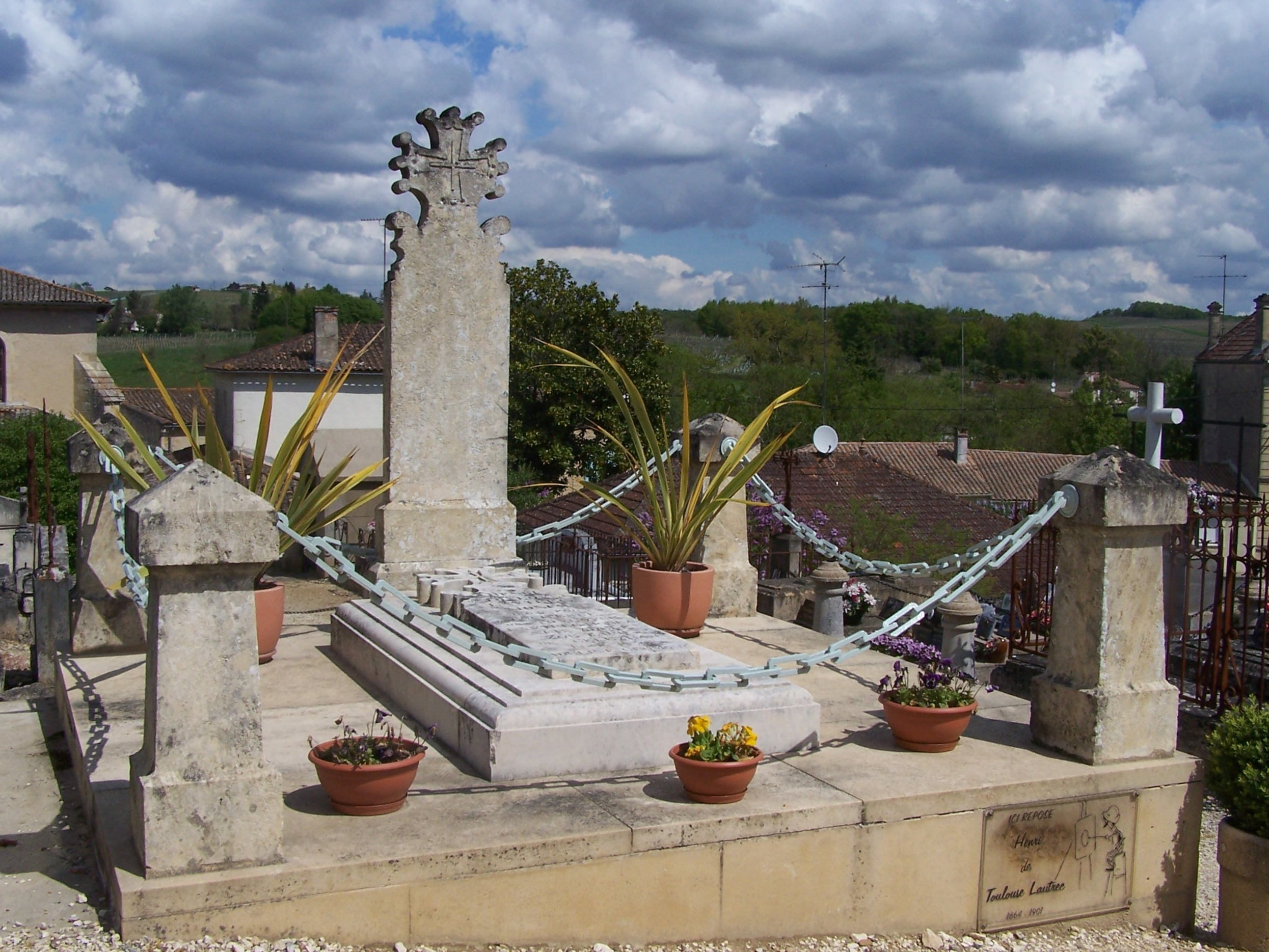
Gravskick Henri de Toulouse-Lautrec